# جورج م. ل. ديفيز
جورج ميتلاند لويد ديفيز (بالإنجليزية: George Maitland Lloyd Davies)‏ (30 أبريل 1880 - 16 ديسمبر 1949)، اسمه عند الولادة جورج ميتلاند تيمبل ديفيز، هو داعية سلام ويلزي وعضو في البرلمان عن دائرة جامعة ويلز.
وُلد ديفيز في بيل رود، سيفتون بارك، ليفربول، كان جدّه من جهة أمه جون جونز من تاليسارن واعظًا ويلزيًا بارزًا. انحدر من عائلة ثرية، وكان ابن عمه ديفيد ديفيز من لاندينام شخصية صناعية وسياسية بارزة في ويلز. في سن الرابعة والعشرين أصبح أمين سر مصرف في ليفربول. عندما تطلّبت صحته قسطًا من الراحة، عُيّن براتب كبير بمنصب مدير في ريكسام في عام 1908. سعى فيما بعد إلى إحداث تغيير جذري وبدأ العمل الزراعي، ثم في عام 1913 أصبح أمين سر لمخطط الإسكان، التخطيط الويلزي والصندوق الاستئماني للإسكان.
بصفته ليبراليًا مستقلًا، انتقد ديفيز مطلب رابطة الخدمة الوطنية بالتجنيد الإلزامي، واعتقد أن الحل يكمن بالتطوع العسكري، لذلك تولى مهمة ضابط في الجيش الإقليمي مع الجنود الويلزيين الملكيين أثناء العمل في ريكسام. بحلول أوائل عام 1914، أدرك أن القوة العسكرية تتعارض مع تفانيه المسيحي العميق، فاستقال. في نهاية عام 1914 أصبح أمين سر مساعد بدوام كامل مدفوع الأجر لحركة التصالح المشكَّلة حديثًا. في عام 1916 منحته محكمة الخدمة العسكرية إعفاء المعترض الضميري، مشروطًا بعمل الأهمية الوطنية في قسم الخدمة العامة لوحدة إسعاف الأصدقاء. عمل في البداية في دار للأطفال المضطربين تابع لحركة التصالح، محاولاً تطبيق إيمانه لصلاح الطبيعة البشرية. ثم عمل في مزارع الأغنام في تلال لين. ومع ذلك، بدأ يعظ بانتظام عن السلامية في السوق، فسُحب إعفاؤه. هذا يعني أنه تلقّى مذكّرة تبلّغه بالتدريب العسكري؛ عندما تجاهل ذلك، ألقت الشرطة المدنية القبض عليه وعُرض على القضاة الذين سلّموه للجيش. بسبب عصيانه للأوامر، أُحيل إلى المحكمة العسكرية (في مستودع حيث قاد القوات سابقًا) وسُجن في وورمود سكرابز في لندن، ووينسون غرين في برمنغهام، بين عامي 1917 و 1919. بعد الحرب، عمل لفترة في غريغانوغ لدى الآنسات ديفيز.[بحاجة لمصدر]
في عام 1923، انتُخب ديفيز عضوًا في البرلمان عن دائرة جامعة ويلز بصفته داعية سلام مسيحي مستقل، ولكنه بعد الانتخابات لعب دور حامل السوط في حزب العمال، على الرغم من أنه لم ينضم قط إلى أي حزب سياسي. في عام 1924، وقف مرة أخرى كمرشح سلمي مسيحي مستقل، لكنه خسر المقعد أمام الليبرالي إرنست إيفانز. بعد ذلك أصبح ديفيز كاهنًا ميثوديًا كالفينيًا (مشيخيًا)، يعمل راعيًا في توين ومايثلون بين عامي 1926 و 1930. غادر بعدها ليبدأ العمل بين العاطلين في روسلنيركريغوغ وبرينماور، ثم استقر في مجتمع الكويكر في مايس-ير-هاف في وادي رونذا. في عام 1939 أصبح رئيسًا للمنظمة السلمية، Heddychwyr Cymru، المرتبطة ارتباطًا وثيقًا باتحاد تعهّد السلام، الذي شغل فيه منصب الرئيس في الفترة 1946-1949.
في عام 1946، استقر ديفيز في شمال ويلز في دولويديلان، واستمر في الوعظ في الهواء الطلق على الرغم من تدهور صحته. عانى من الاكتئاب طوال حياته، وفي عام 1949 انتحر في مستشفى الأمراض العقلية في شمال ويلز، دينبي. دُفن في دولويديلان.
تزوّج ديفيز ليزلي إليانور رويد سميث، وهي شقيقة المؤلف نعومي رويد سميث، في 5 فبراير 1916، في فينتشلي، لندن. أنجب الزوجان ابنة اسمها جين هيد.
ألّف ديفيز العديد من الكتب باللغة الويلزية، وتتضمن  Pererindod Heddwch و Profiadau Pellach عن قسيسيته، و Atgofion Talysarn عن عائلته، والعديد من المجلدات باللغة الإنجليزية. نُشر كتاب حج السلام بعد وفاته في عام 1950. وكان شقيقه جون غلين ديفيز شاعرًا ومؤلفًا.